# Голдино (посёлок станции, Рязанская область)
Голдино — посёлок станции в Михайловском районе Рязанской области России при железнодорожной станции.

## Население
| 2010 |
| ---- |
| 29   |

## Транспорт
В 7 км на северо-востоке от села проходит федеральная автодорога Е119 M6 Москва — Тамбов — Волгоград — Астрахань.
Посёлок расположен при станции Голдино Московской железной дороги участка Ожерелье — Павелец.